# Schloss Bannegon

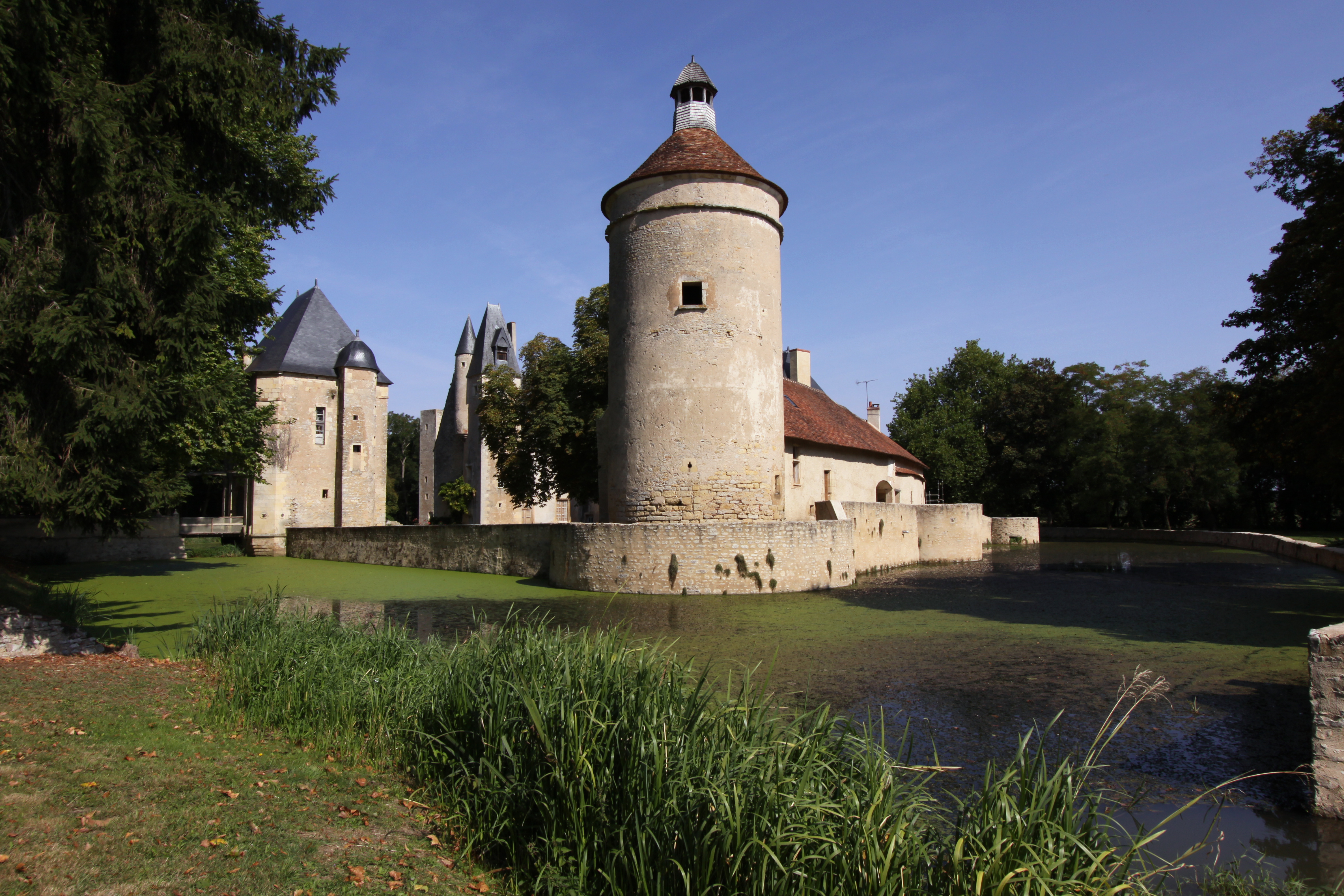
Schloss Bannegon

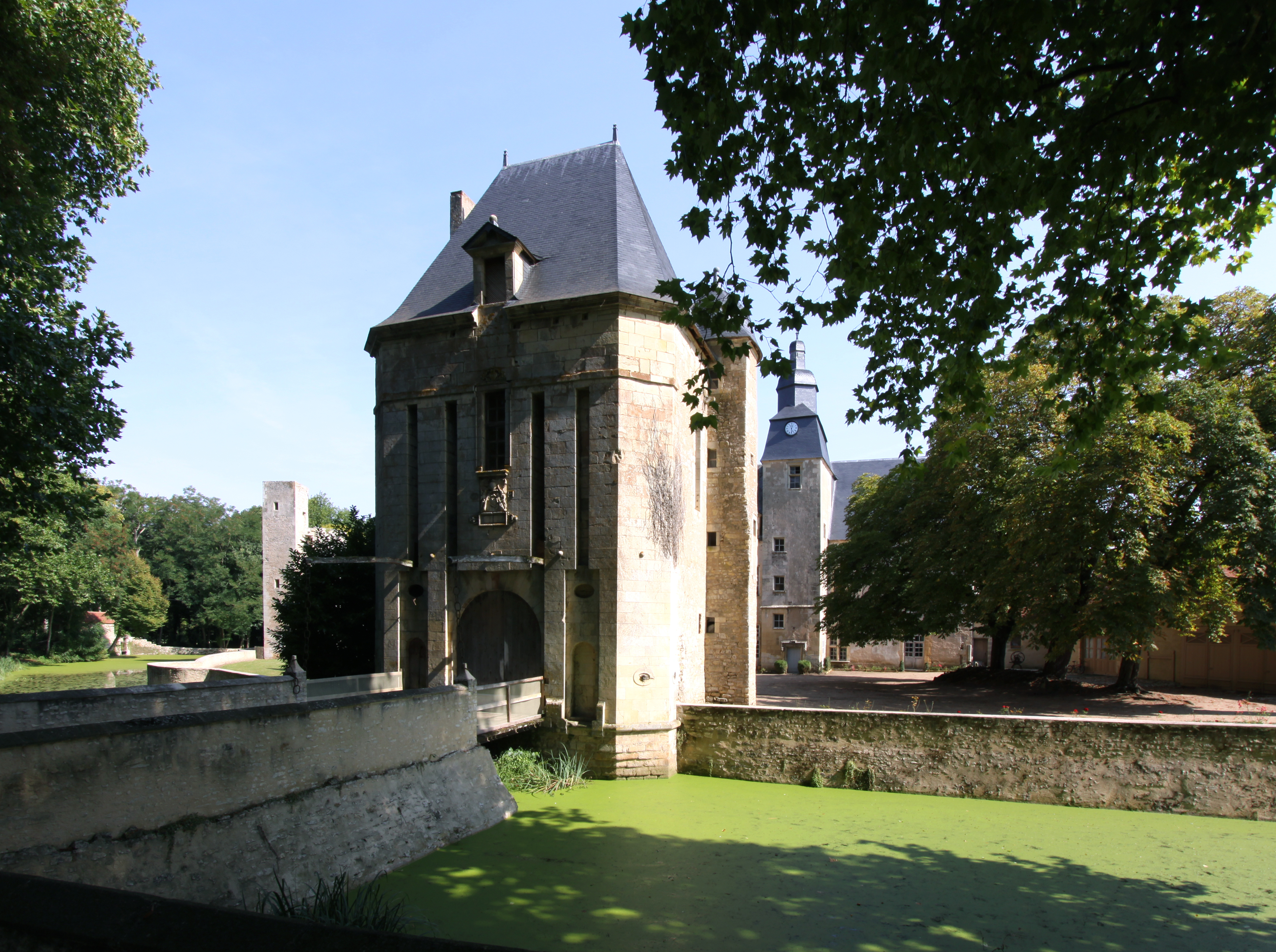
Schlosszugang

Das Schloss Bannegon liegt in der Gemeinde Bannegon im französischen Département Cher.
Der Ursprung des Schlosses als Verteidigungsbauwerk an der Grenze zwischen dem Berry und dem Bourbonnais geht in das 11. Jahrhundert zurück. In den Geschichtsbüchern erscheinen die von Wassergräben und Wehrtürmen umgebenen Gebäude im 12. Jahrhundert. Die Anlage überstand den Hundertjährigen Krieg, empfing 1431 und 1454 Karl VII., und 1568 belagerten sie schließlich 2000 Mann, weil die Besitzer mit der Reformation sympathisierten. In der Zeit der Französischen Revolution wurde das Schloss zum Nationalen Eigentum erklärt und verkauft. Ende des 19. Jahrhunderts wurde die Anlage erneuert, wobei ihr mittelalterliches Erscheinungsbild weitgehend erhalten blieb.
Dem aktuellen Besitzer fiel das aufgegebene und vernachlässigte Schloss 1988 als Erbschaft zu. Um die mittelalterliche Anlage erhalten zu können, gründete er 1993 einen Förderverein. 1996 wurde dann ein jedes Jahr im August stattfindendes Mittelalterfest aus der Taufe gehoben, dessen Erlös ausschließlich den notwendigen Restaurierungsarbeiten am Schloss zugutekommt.
Seit 1965 ist die Anlage als Monument historique klassifiziert.